# Sistema endocrino

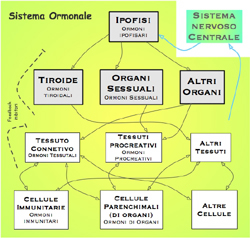
Schema riassuntivo

Il sistema endocrino, anche detto apparato endocrino, nell'anatomia umana, è un sistema corporeo che comprende l'insieme di ghiandole endocrine che hanno la funzione di produrre e immettere nell'organismo sostanze particolari dette ormoni. Il sistema endocrino gestisce il funzionamento dell'organismo umano o animale in collaborazione con il sistema nervoso.

## Descrizione
Gli ormoni vengono sintetizzati all'interno di cellule endocrine. Alcuni subiscono modificazioni pre- o post- sintesi nel citoplasma delle cellule, dove, alcuni, vengono immagazzinati in vescicole, mentre altri vengono sintetizzati al bisogno. Quando sono richiesti sono riversati direttamente nel tessuto circostante (liquido interstiziale) e/o nel torrente circolatorio, tramite i quali raggiungono successivamente gli organi bersaglio, dove esplicano la loro specifica azione. 
Ogni ormone raggiunge, attraverso i liquidi corporei, tutti i punti dell'organismo, ma ha poi azione solo sulle cellule dotate di opportuni recettori. Ad esempio l'ormone insulina rilasciato dalle ghiandole endocrine del pancreas agisce su recettori cellulari che determinano l'apertura di canali appositi per l'assorbimento del glucosio, fondamentale nutriente da cui le cellule ricavano energia, determinando un abbassamento della glicemia. 
Un singolo ormone può espletare il suo compito in più sedi e compiti diversi in sedi differenti, persino compiti opposti come è il caso, ad esempio, dell'adrenalina, che mentre aumenta il flusso sanguigno ai muscoli scheletrici lo riduce in corrispondenza del tratto gastrointestinale.

Ipotalamo, ipofisi, tiroide, ghiandola pineale
Sistema digerente, rene, surrene
Testicolo; Ovaio, placenta, utero
Tessuto adiposo, cuore, osso
Cute; paratiroidi

Per il sistema endocrino non si può parlare di continuità anatomica, ma di "continuità funzionale": se ad esempio il sistema nervoso si dirama in ogni punto dell'organismo, ma funziona solo fintanto che le informazioni possono essere condotte di neurone in neurone al sistema nervoso centrale, gli organi endocrini sono invece localizzati in sedi distanti dal punto in cui servono gli ormoni prodotti. Il funzionamento del sistema endocrino è caratterizzato da una complessa regolazione volta a rispondere perfettamente alle esigenze dell'organismo.
La produzione e liberazione di ogni ormone dipende da fattori stimolanti o inibenti, in alcuni casi rappresentati dalla stessa azione che si vuole produrre: tornando all'esempio dell'insulina, questa viene prodotta e secreta nel sangue in quantità proporzionale al valore della glicemia, realizzando la sua funzione ipoglicemizzante con un meccanismo, molto utilizzato nell'organismo, che prende il nome di feedback; in altri casi vi è un controllo attraverso il sistema nervoso periferico come avviene per la liberazione di adrenalina da parte delle ghiandole surrenali che è stimolata da un impulso nervoso di tipo simpatico; in altri casi sono gli ormoni stessi a fungere da fattori di stimolo o di inibizione, come è il caso di molti ormoni ipofisari che hanno come organo bersaglio altre ghiandole o cellule endocrine.
L'attività degli ormoni può essere:
- endocrina: gli ormoni vengono rilasciati nel torrente circolatorio per raggiungere bersagli lontani;
- paracrina: gli ormoni sono rilasciati direttamente nell'organo o nel tessuto e hanno funzione sulle cellule vicine;
- autocrina: gli ormoni rilasciati hanno azione sulle stesse cellule che li hanno prodotti e rilasciati (ciò permette di regolare finemente la produzione ormonale con il meccanismo di feedback).

Spesso si ha una situazione di azione ormonale mista (ad esempio autocrina + paracrina).
L'assenza di ormoni determina importanti patologie:
- diabete dovuto all'assenza di insulina;
- ipotiroidismo per assenza degli ormoni tiroidei (T3 e T4).

Così come anche l'eccesso:
- ipertiroidismo;
- iperparatiroidismo per eccesso di paratormone, ormone prodotto dalle paratiroidi.

Il trattamento delle patologie ormonali è a carico dell'endocrinologo ma non solo, anche altre figure mediche possono esserne interessate, come il gastroenterologo e l'oncologo (in caso di tumori endocrini).
Fanno parte del sistema endocrino l'ipofisi, la tiroide, le paratiroidi, le ghiandole surrenali, il pancreas, l'epifisi. Hanno inoltre funzione endocrina anche altri organi: le ovaie e i testicoli, il miocardio, il rene, il timo, la placenta, il fegato, la pelle. Un esempio di cellule endocrine non appartenenti a un sistema ghiandolare è il sistema APUD, costituito da innumerevoli cellule localizzate in tutto il sistema digerente (è stato calcolato che se fossero localizzate in un organo esso avrebbe all'incirca le dimensioni di un'arancia) i cui ormoni mediano funzioni quali l'acidità gastrica, la motilità, lo svuotamento della colecisti. Altre cellule endocrine si trovano nei polmoni dove regolano le secrezioni; se ne trovano anche nella prostata e in altri organi che non sono endocrini.
Recentemente si è cominciato a parlare di sistema neuroendocrino, intendendo la stretta relazione tra ormoni e cellule nervose, le quali infatti grazie alle terminazioni nervose sono in grado di determinare la liberazione di ormoni, come accade ad esempio nella zona midollare del surrene con la liberazione di adrenalina e noradrenalina.
Il sistema nervoso e quello endocrino regolano anche la funzione sessuale.
Il nostro organismo è programmato per rispondere ad ogni tipologia di stimolo, in modo tale da saper affrontare ogni genere di situazione. Rispetto al sistema nervoso, il sistema endocrino, esercita reazioni più lente e durature; questo sistema è in grado di compiere il proprio dovere grazie agli ormoni, questi sono molecole (generalmente proteine), che vengono rilasciati nel sangue che attraverso il sistema circolatorio giungono all'organo bersaglio, l'organo con cui gli ormoni devono unirsi in modo da rallentare o stimolare un'attività. Il sistema endocrino è composto da delle ghiandole endocrine sparse in tutto il corpo e ricoperte da tessuto epiteliale. 
Tra tutte la più importante è l'ipofisi (situata alla base del cervello) meno importanti sono l'epifisi, la tiroide, il pancreas, la paratiroide, il timo, le ghiandole surrenali e le gonadi (ovaie per le femmine e testicoli per i maschi). Perché il nostro metabolismo (cioè il funzionamento di base del corpo) funzioni a dovere la quantità di ormoni nel sangue dev'essere regolare, altrimenti si rischierebbe lo squilibrio ormonale, il quale può portare a malattie pericolose ed a tumori (es. diabete insipido); proprio per questo esistono gli ormoni antagonisti, cioè due tipi di ormoni che hanno il compito opposto ad un altro: come ad esempio l'insulina e il glucagone che regolano la quantità di glucosio nel sangue (l'insulina fa diminuire il glucosio e il glucagone lo fa aumentare); oppure come la calcitonina e il paratormone, i quali regolano la quantità di calcio nelle ossa (la caltcitonina fa diminuire il paratormone fa aumentare).